# دژ ایزدخواست
دژ ایزدخواست یا بنای قلعه ایزدخواست یکی از آثار تاریخی استان فارس مربوط به دوره ساسانیان -سده‌های آغازین دوران‌های تاریخی پس از اسلام است و در شمال ایزدخواست و در ۶۰ کیلومتری شمال آباده
واقع شده‌است. این قلعه نخستین آپارتمان نشینی در جهان را دارا است .مجموعه قلعه با شماره ثبت آثار ملی ۹۸۰۰ در تاریخ ۱۱ شهریور ۱۳۸۲ در آثار ملی ایران به ثبت رسیده‌است چهارطاقی درون این قلعه در سال ۱۳۲۷ با شمارهٔ ثبت ۳۷۶ به‌عنوان یکی از آثار ملی ایران به ثبت رسیده‌است این دژ نخستین بنای طبقاتی دنیا و بعد از ارگ بم، بزرگترین سازه خشتی دنیا محسوب می شود.

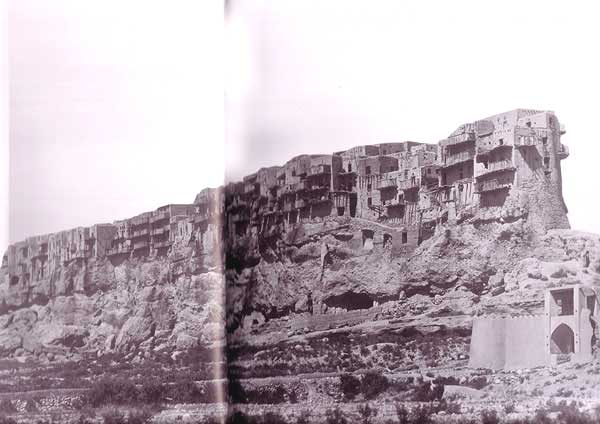
عکس دژ ایزدخواست از ارنست هولتسر، سال ۱۸۷۳ میلادی

این دژ باستانی را که با نام‌های دیگری همچون قلعه سرسنگ یا قلعه کهنه نیز می‌خوانند در شرق جاده اصفهان به شیراز قرار دارد و نخستین اثر تاریخی دوره ساسانیان که پس از ورود به خاک فارس می‌توان نام برد. این دژ همسانی بسیاری به ارگ بم کرمان دارد.

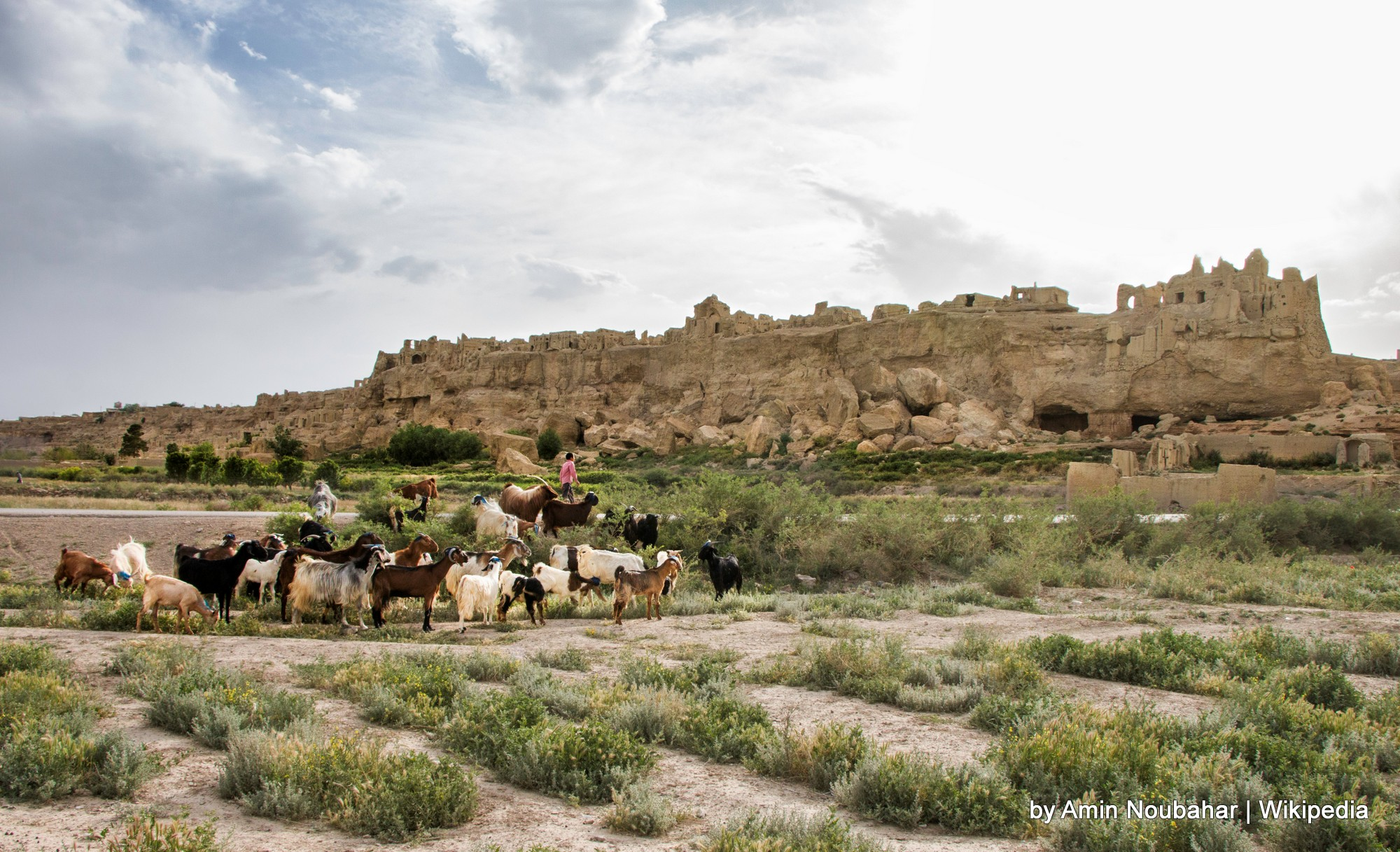
نمایی از دژ تاریخی ایزدخواست، خرداد ۱۳۹۸

## معماری

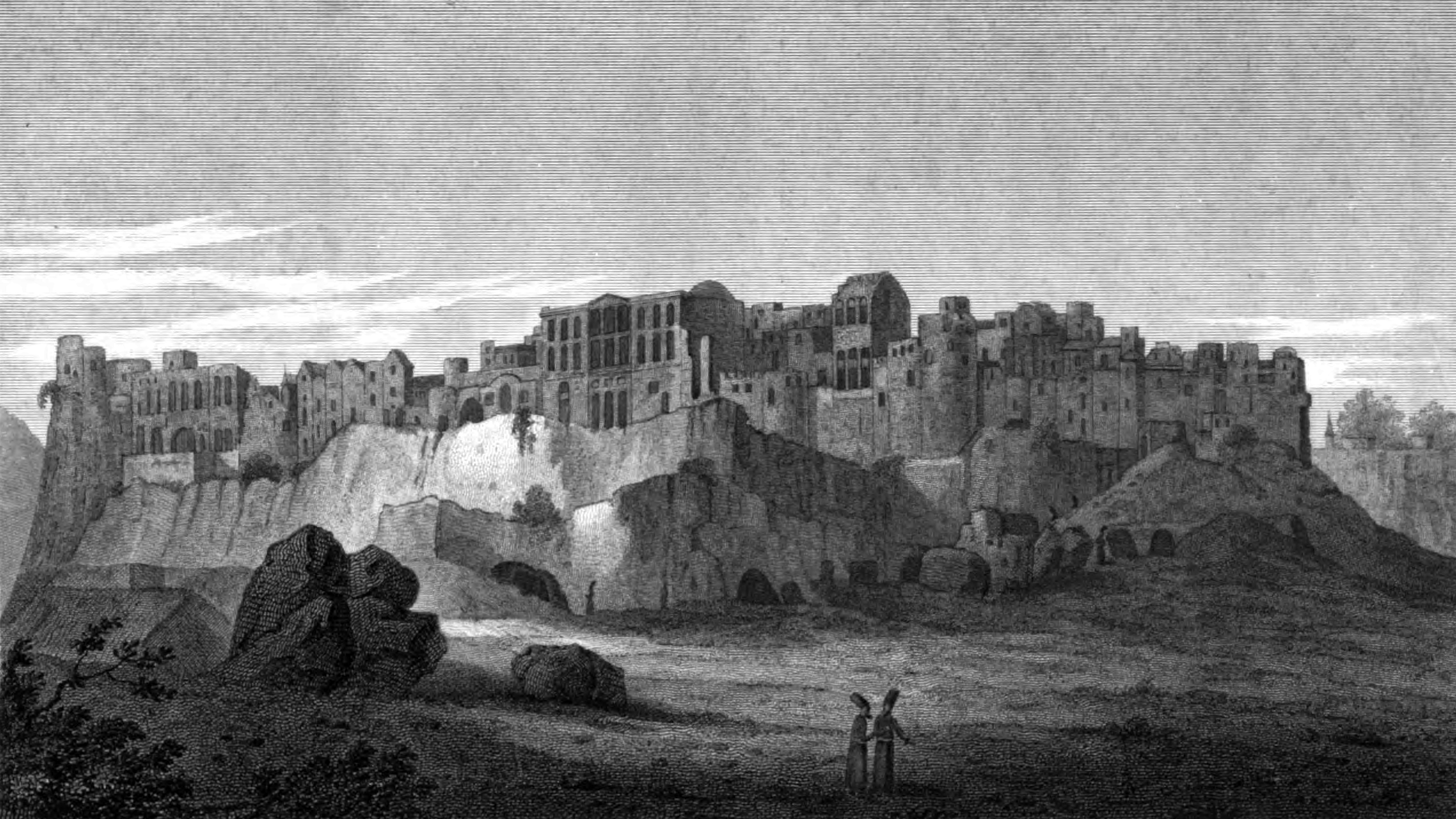
نقاشی از دژ ایزدخواست بدستان چالرز هیث، سال ۱۸۱۵

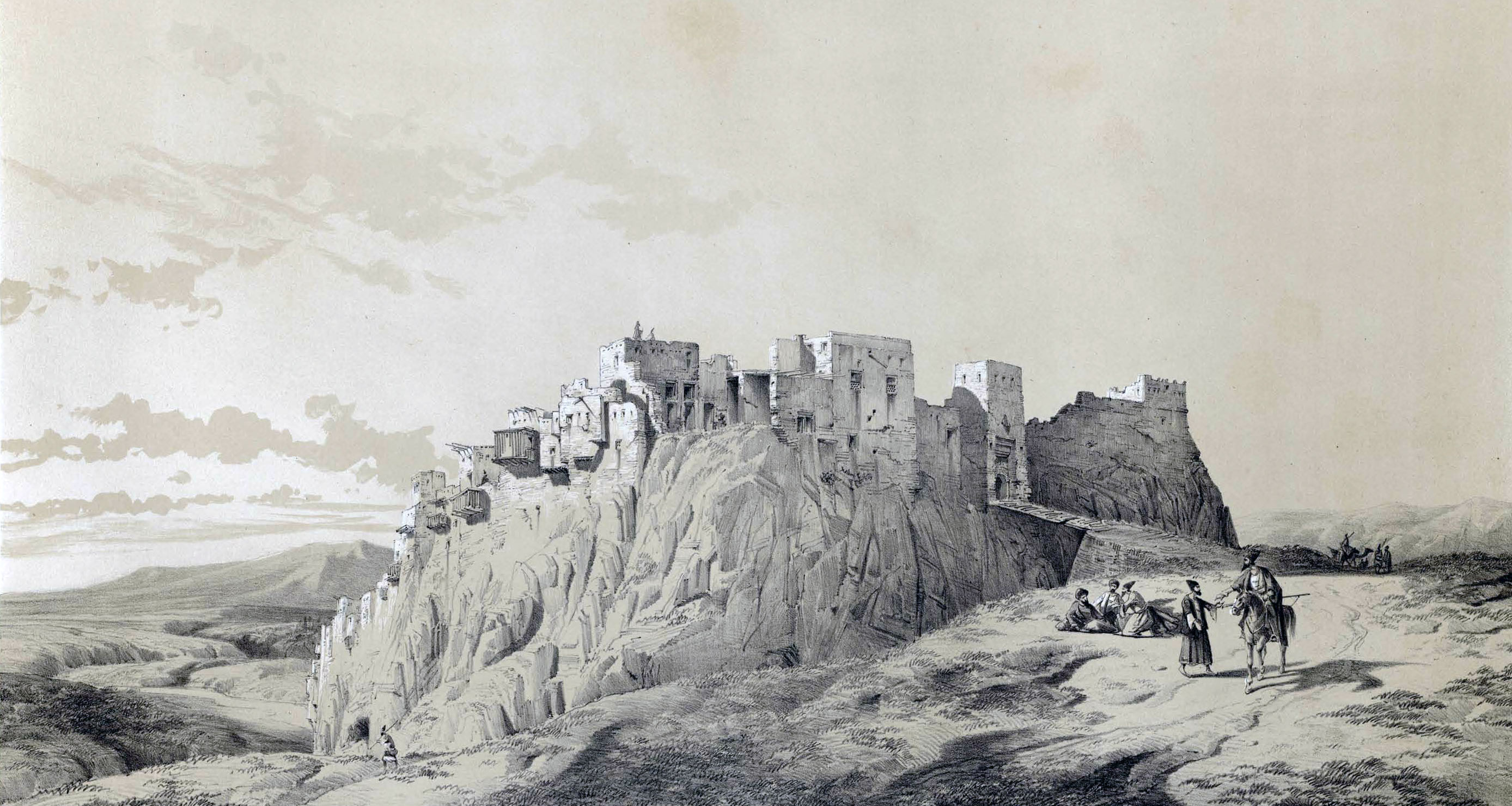
نقاشی از ورودی دژ ایزدخواست بدستان اوژن فلاندن، سال ۱۸۴۰

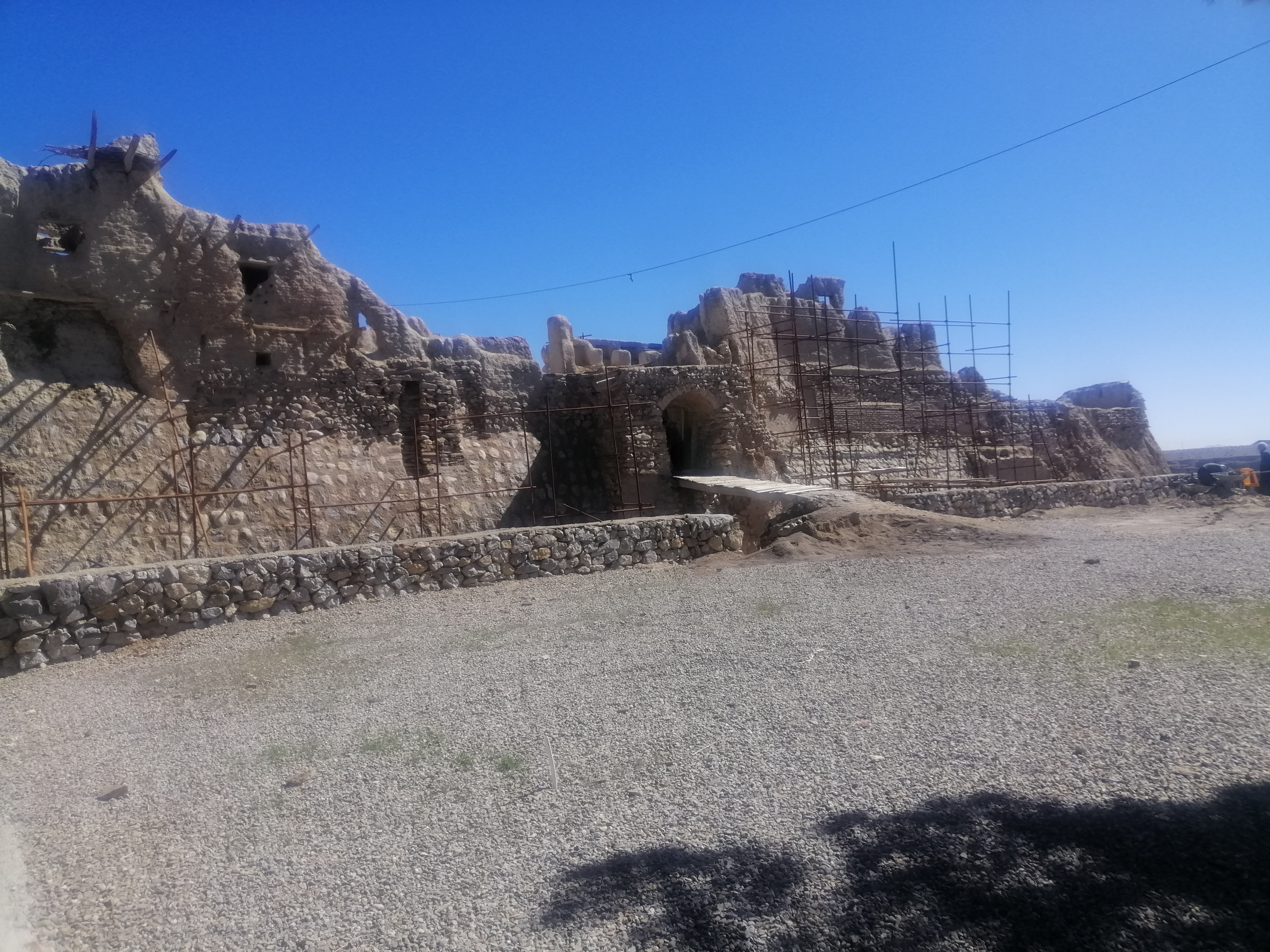
ورودی امروزی دژ ایزدخواست

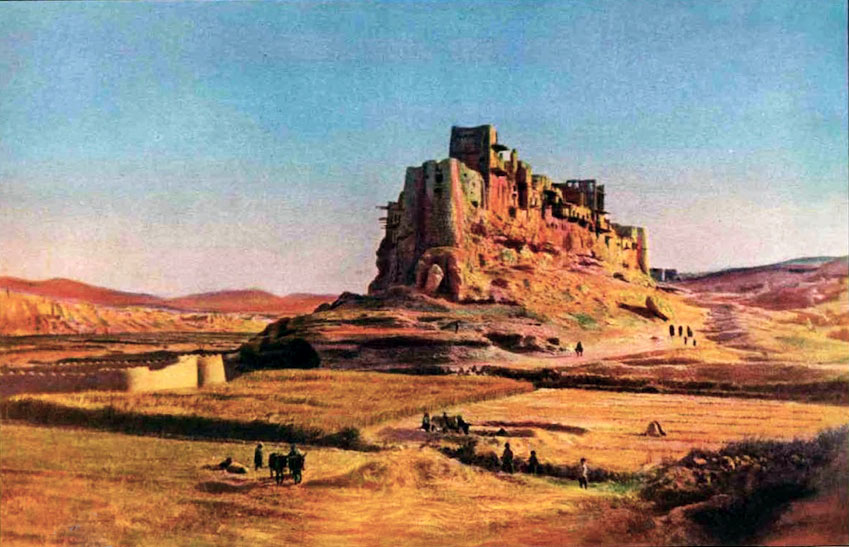
دژ ایزدخواست کاری از هارولد وستون در دهه ۱۹۲۰ میلادی

سازندگان این دژ باستانی از عوامل طبیعی بیشترین بهره را برده‌اند و شهر خود را روی یک صخره رسوبی بزرگ بر پا ساخته‌اند که از سه سوی رو به پرتگاهی با بلندای ۶ تا ۱۵ متر دارد و تنها از یک سو که کمابیش همسطح زمین است و تنها راه درونشد به دژ را در خود جای داده‌است که دری کوچک در ضلع جنوبی دژ است. همین عامل مایه آسودگی و امنیت دژ و دژنشینان درون آن شده و راه دستیابی دشمن به درون دژ را را نشدنی می‌کرده‌است.
بلندای این دژ قلعه استوار از کف زمین‌های پیرامونی با در نظر گرفتن ساختمان‌های آن بیشینه پنج طبقه نزدیک به ۲۲ متر می‌رسد. اندازه ضلع شمالی دژ نزدیک به ۱۰ متر و ضلع جنوبی ۷۰ متر است و درازای دژ که خیابان اصلی است از آغاز تا پایان آن ۳۳۲ متر می‌باشد. بر پایه دیدگاه کارشناسان باستان‌شناسی چگونگی معماری ساختمان‌های قلعه به دوران پیش از اسلام و دوره ساسانیان بازمی‌گردد.
در درون دژ خانه‌های بسیار کوچک با کوچه‌های بسیار تنگ و باریک دیده می‌شود. خانه‌های درون دژ حیاط نداشته‌اند و پشت بام طبقه یکم در واقع حیاط طبقه دوم بوده‌است. همچنین با بکاربردن چوب اضافه سقف‌ها، برای خانه‌های پیرامونی حصار قلعه بالکن ساخته‌اند که آثار آن هنوز هم به چشم می‌خورد.
در پیرامون ایزدخواست چندین قلعه دیرینه و برماندهایی از یک سد تاریخی و کاروانسرایی از دوره صفوی بر جای مانده‌است.

## آتشکده ایزدخواست
دژ باستانی ایزدخواست بر فراز صخره بزرگی بنا نهاده شده‌است و در درون آن برماندهایی از آتشکده دوره ساسانیان بر جای مانده‌است. این چهارطاقی هم‌اکنون به صورت یک مسجد درآمده‌است، با این همه در درون دژ آثاری از زمان اصلی ساختمان دیده می‌شود. وجود آتشکده در میانه دژ نشانگر حضور موبدان و طبقه اشراف، بزرگان و درباریان در دژ ایزدخواست بوده‌است. این آتشکده پس از اسلام به مسجد تبدیل شد و هم‌اکنون در فهرست آثار ملی ایران ثبت شده‌است. این اثر در تاریخ ۲ اسفند ۱۳۲۷ با شمارهٔ ثبت ۳۷۶ به‌عنوان یکی از آثار ملی ایران به ثبت رسیده‌است.

## نامگذاری
در دهخدا چنین آمده‌است:
«نام قلعه‌ای است در اراضی ولایت فارس که به اصفهان اقرب است و آن را ایزدخواست گویند. سبب تسمیه اش را نوشته‌اند که لشکری بدانجا مقام کرده بودند چندان برف ببارید که بیشتر آن‌ها در زیر برف بمردند. فردا که سؤال وگفتگو شد که چرا چنین وهنی اتفاق افتاد بزرگ ایشان گفت: «ایزدخواست» و در آنجا توقف کردند و اموات را دفن کرده قریه‌ای بنا نمودند به این نام معروف و موسوم شد. (انجمن آرا) (آنندراج): در آن موضع دیهی بنا کردند و یزدخواست نام نهادند یعنی خدا هلاک ایشان خواست.»

## ویرانی
چهارطاقی ساسانی نیز بخشی از این مجموعه است. برخی عکاسان دوره قاجار مثل آنتوان سوروگین و جهانگردان از آن عکس گرفته‌اند این دژ هم‌اکنون باشنده و سکنه‌ای ندارد و نسبت به عکس‌های دوره قاجار ویران‌تر شده‌است.

## نگارخانه

ایزدخواست  بهمن ۱۳۰۳
ایزدخواست  بهمن ۱۳۰۳
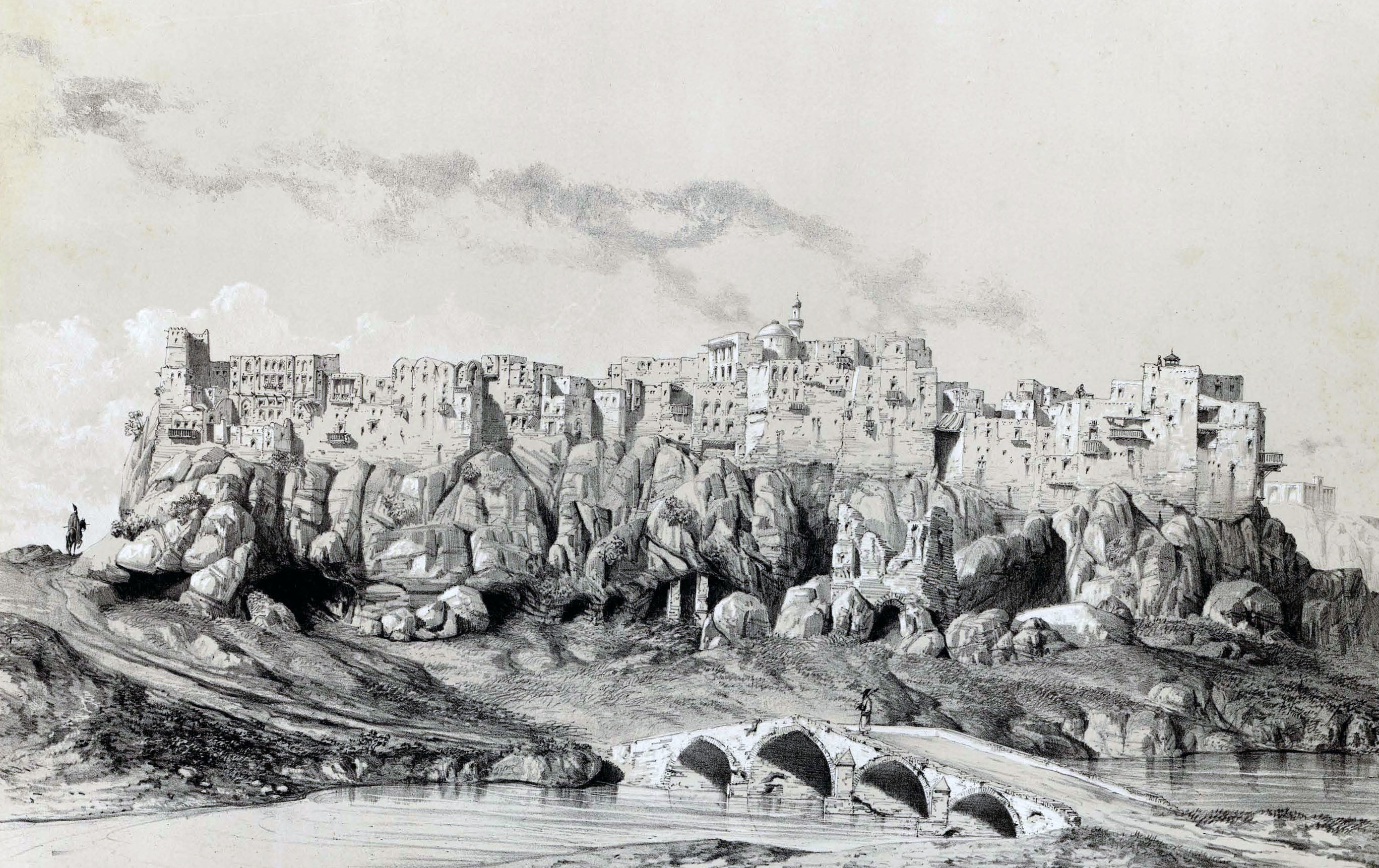
نمایی از ایزدخواست در سده نوزدهم میلادی، اثر اوژن فلاندن
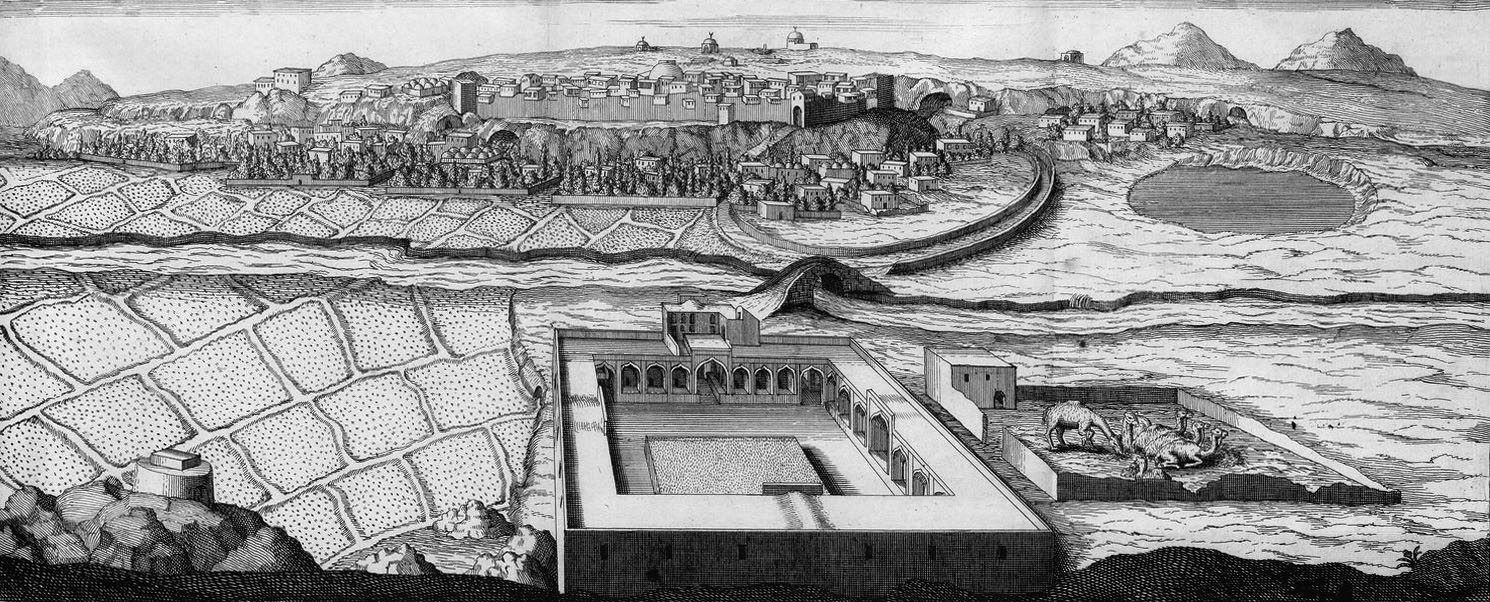
نمایی از ایزدخواست در سده هفدهم میلادی، اثر ژان شاردن
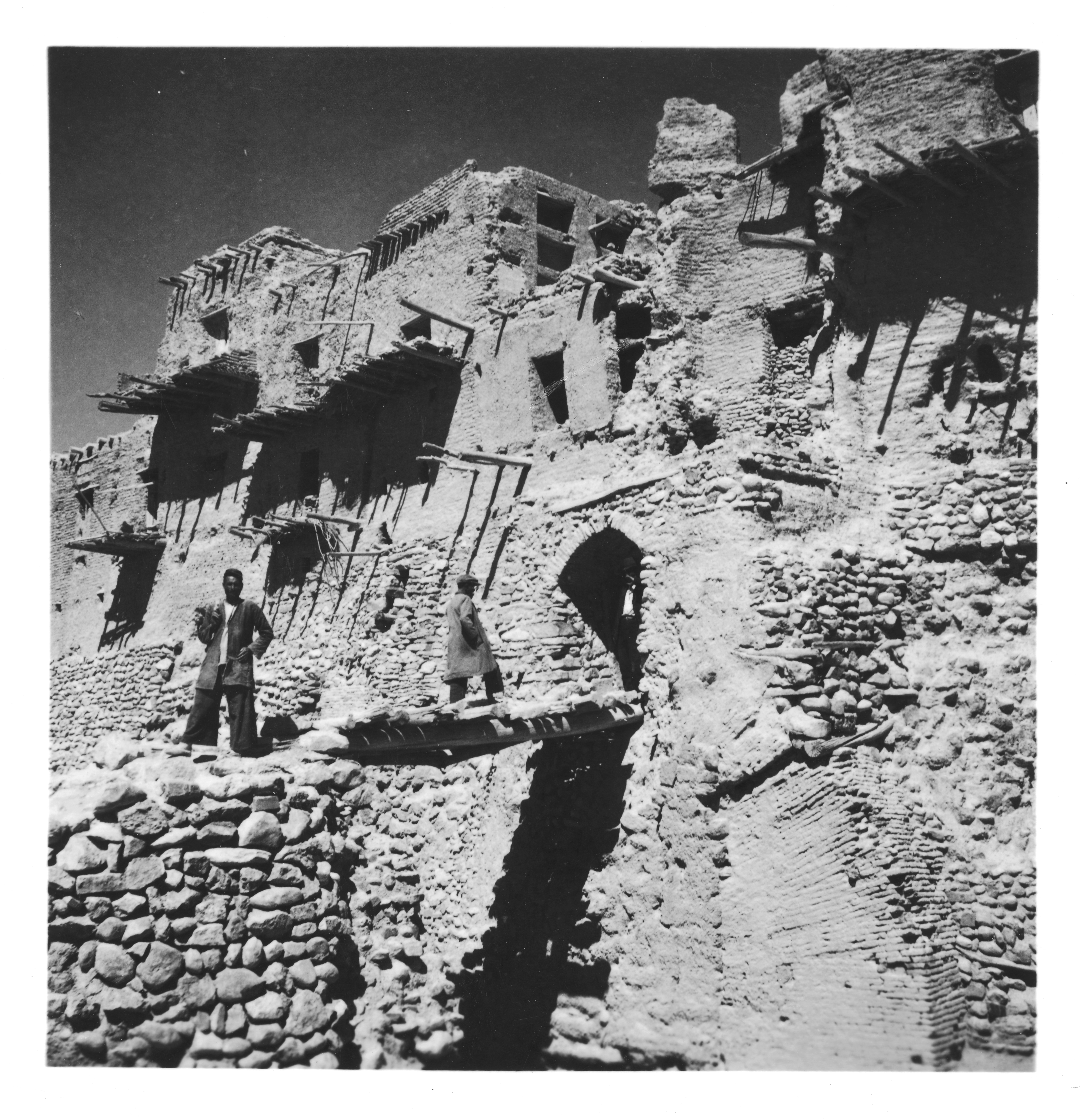
دژ ایزدخواست در سال ۱۳۰۳
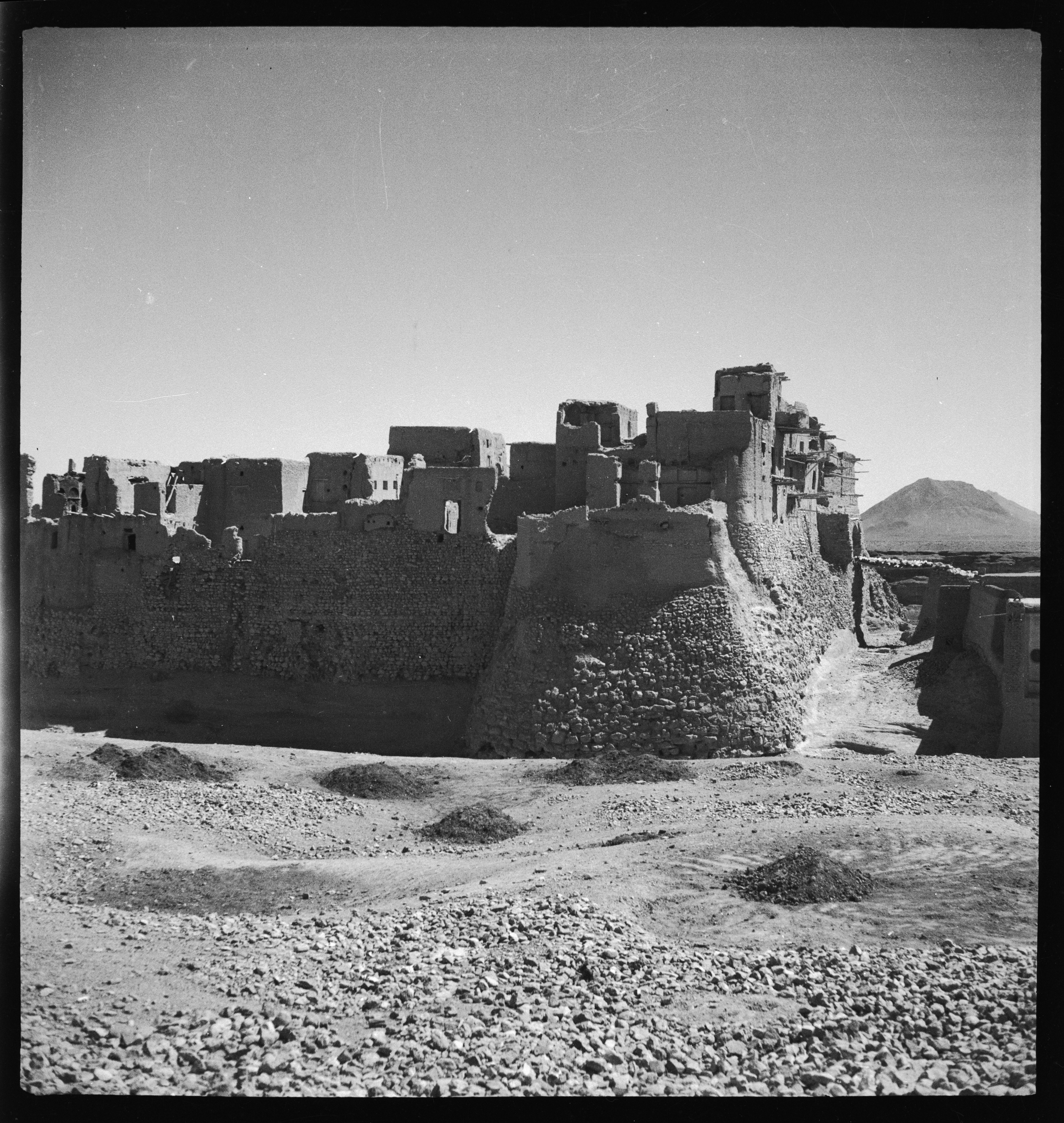
دژ ایزدخواست در سال ۱۳۰۳
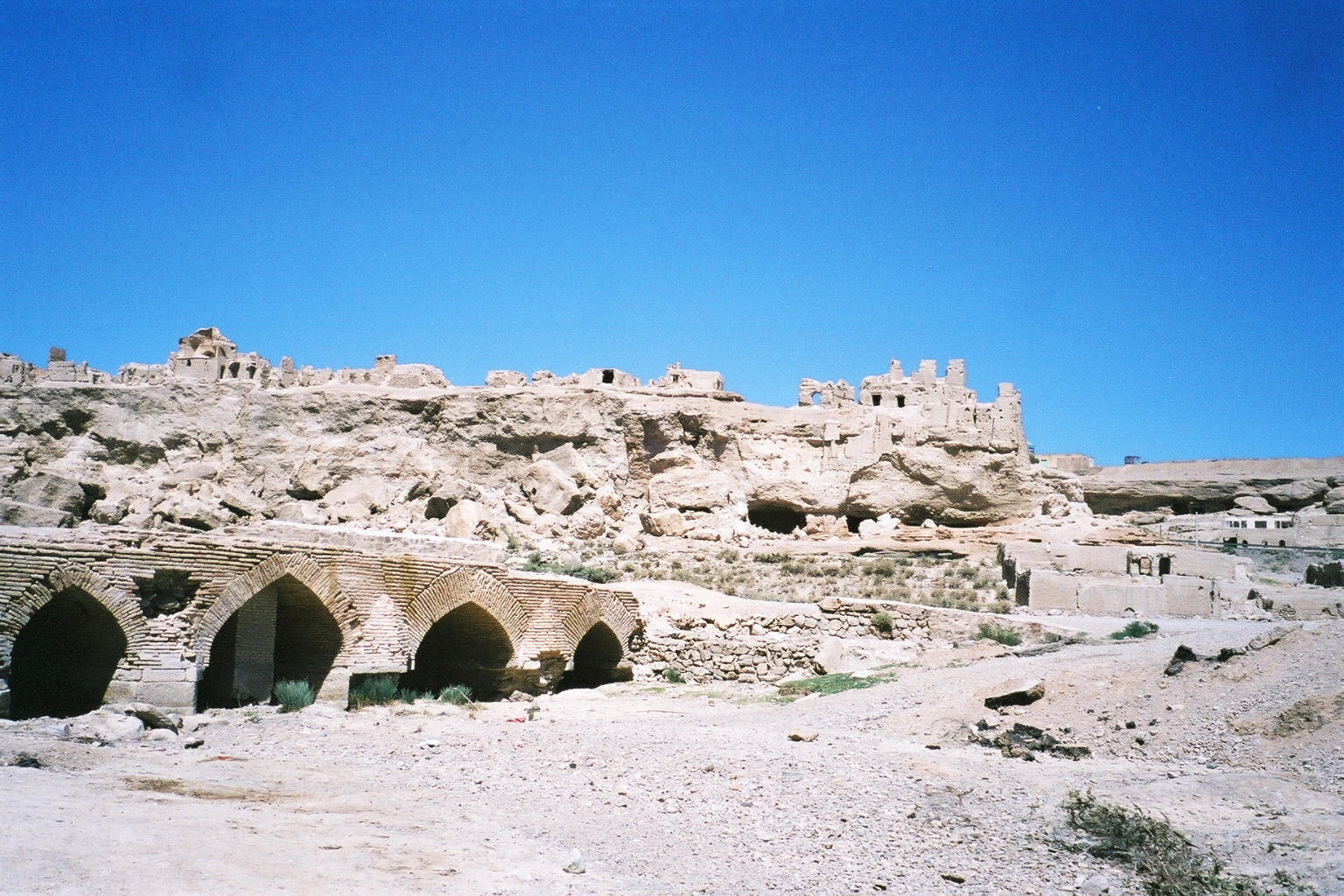
ویرانه‌های دژ ایزدخواست
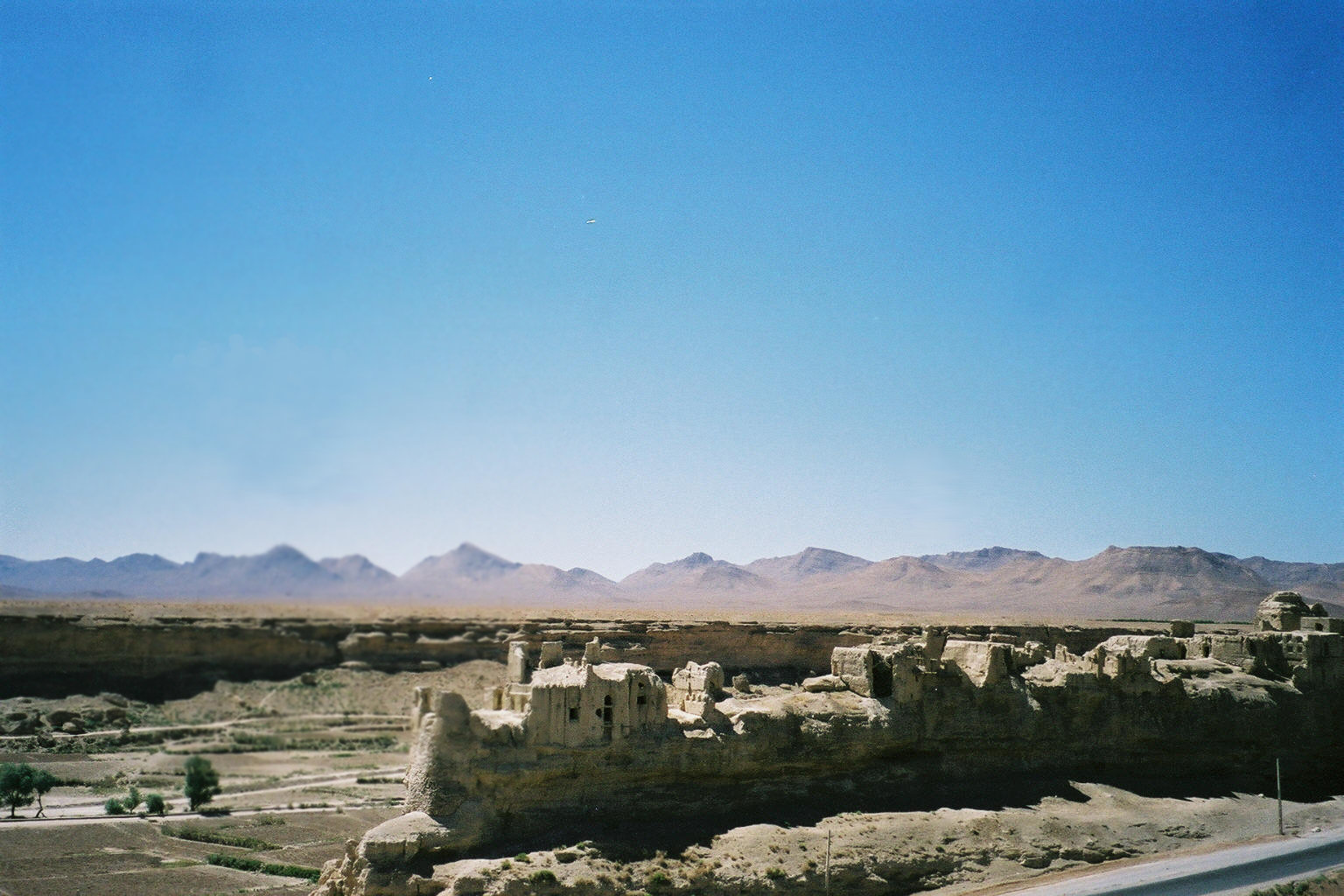
ویرانه‌های روزگار ساسانی
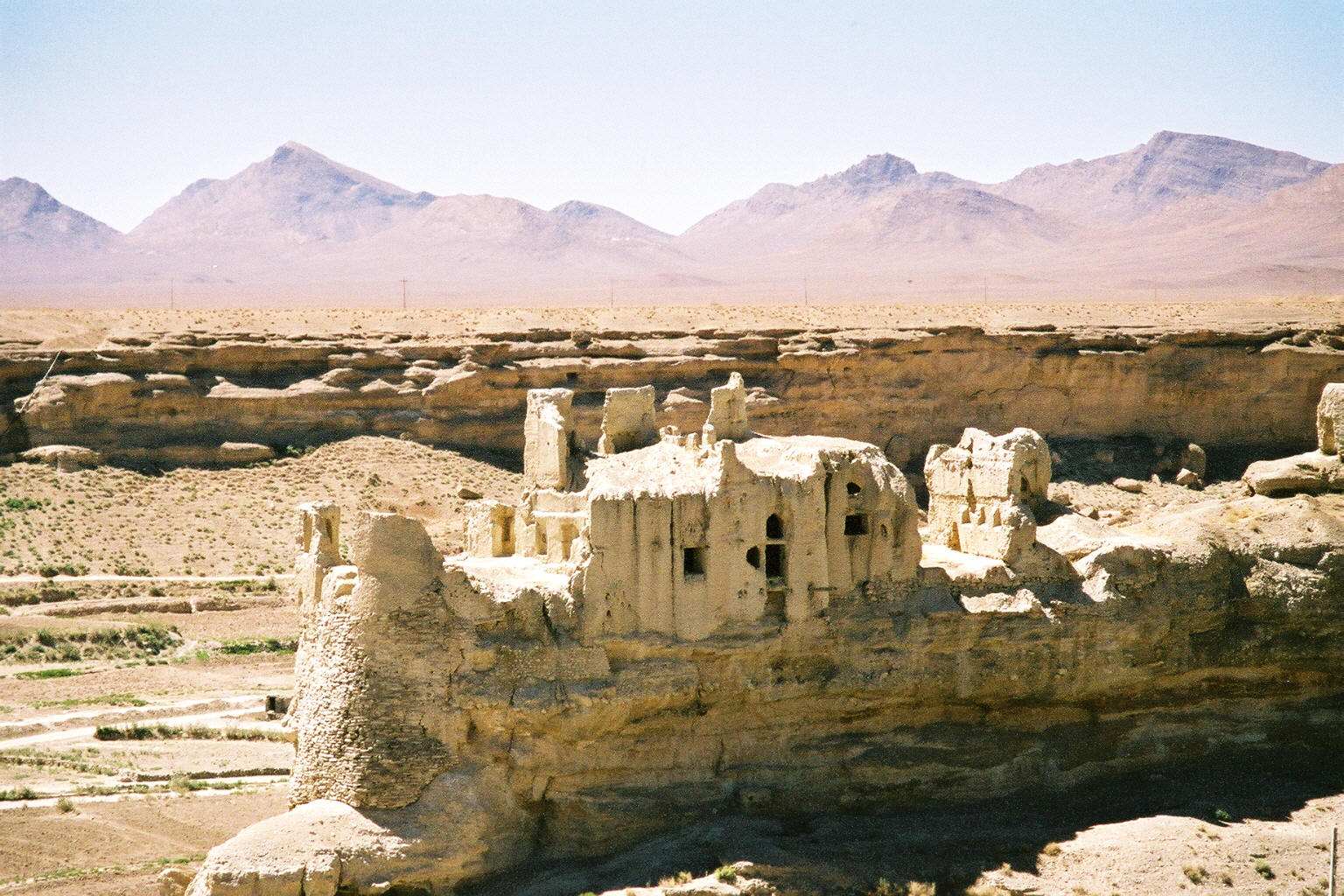
ویرانه‌های روزگار ساسانی
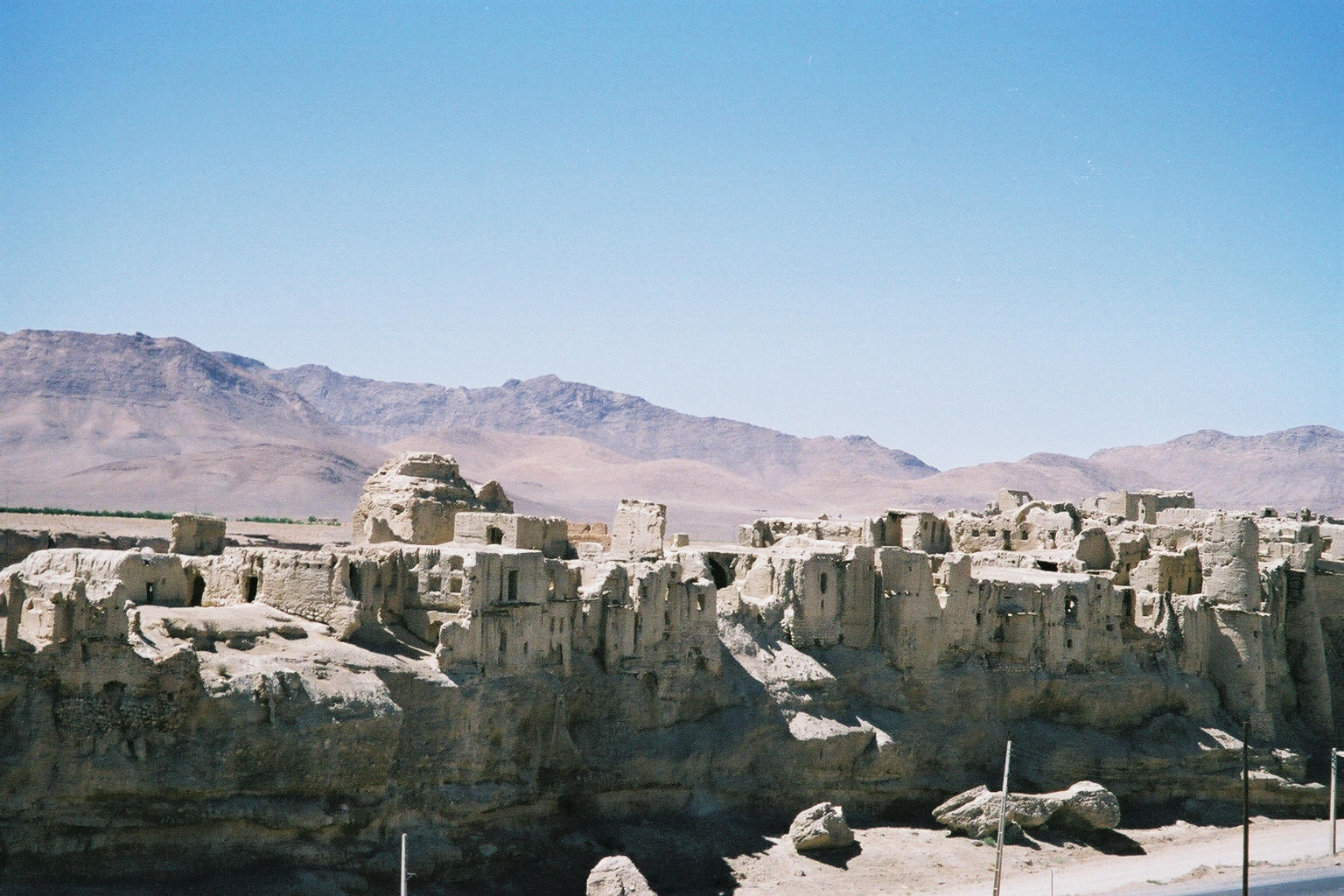
ویرانه‌های روزگار ساسانی
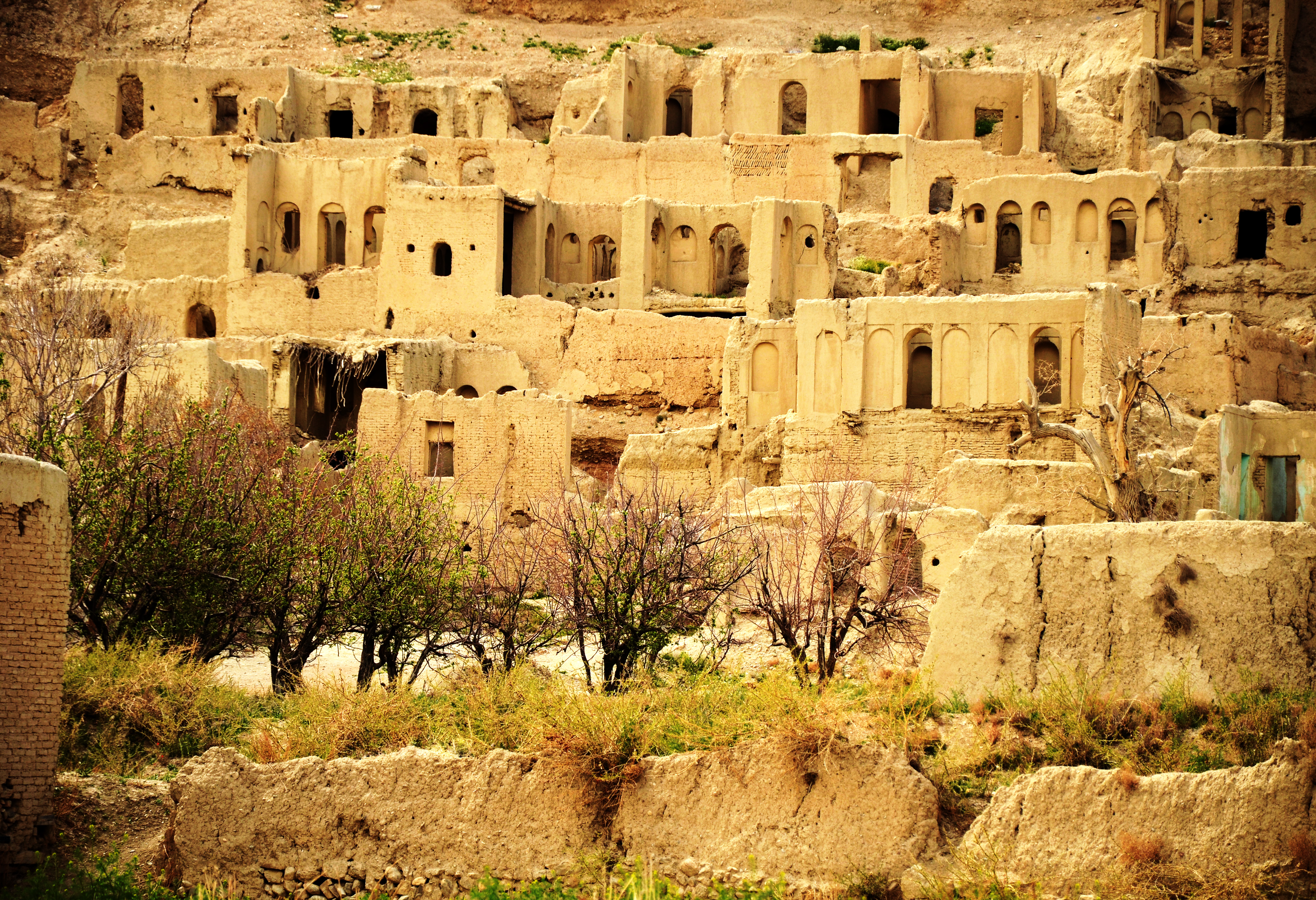
ویرانه‌های شهر کهن ایزدخواست
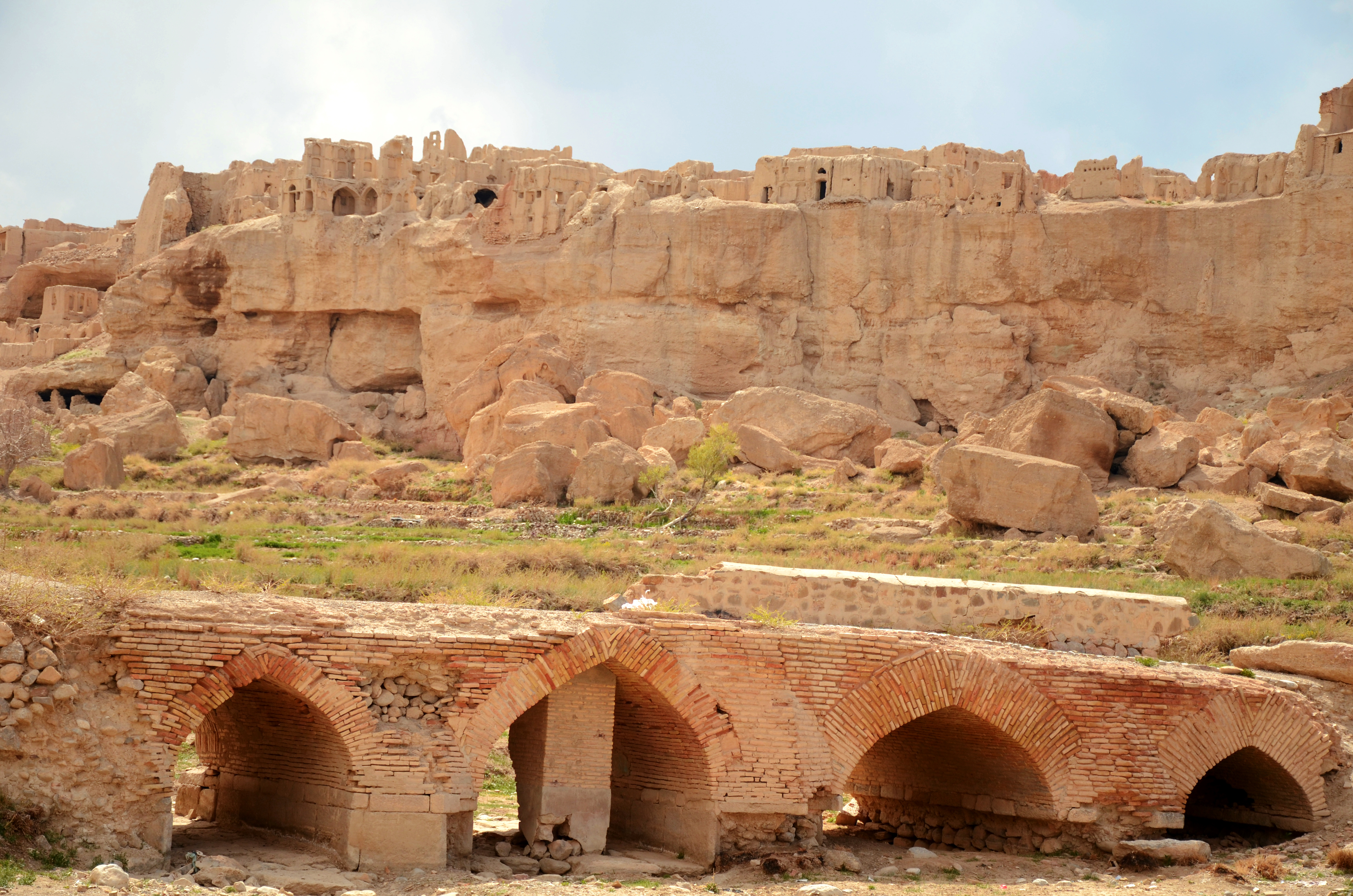
دژ و پل ایزدخواست
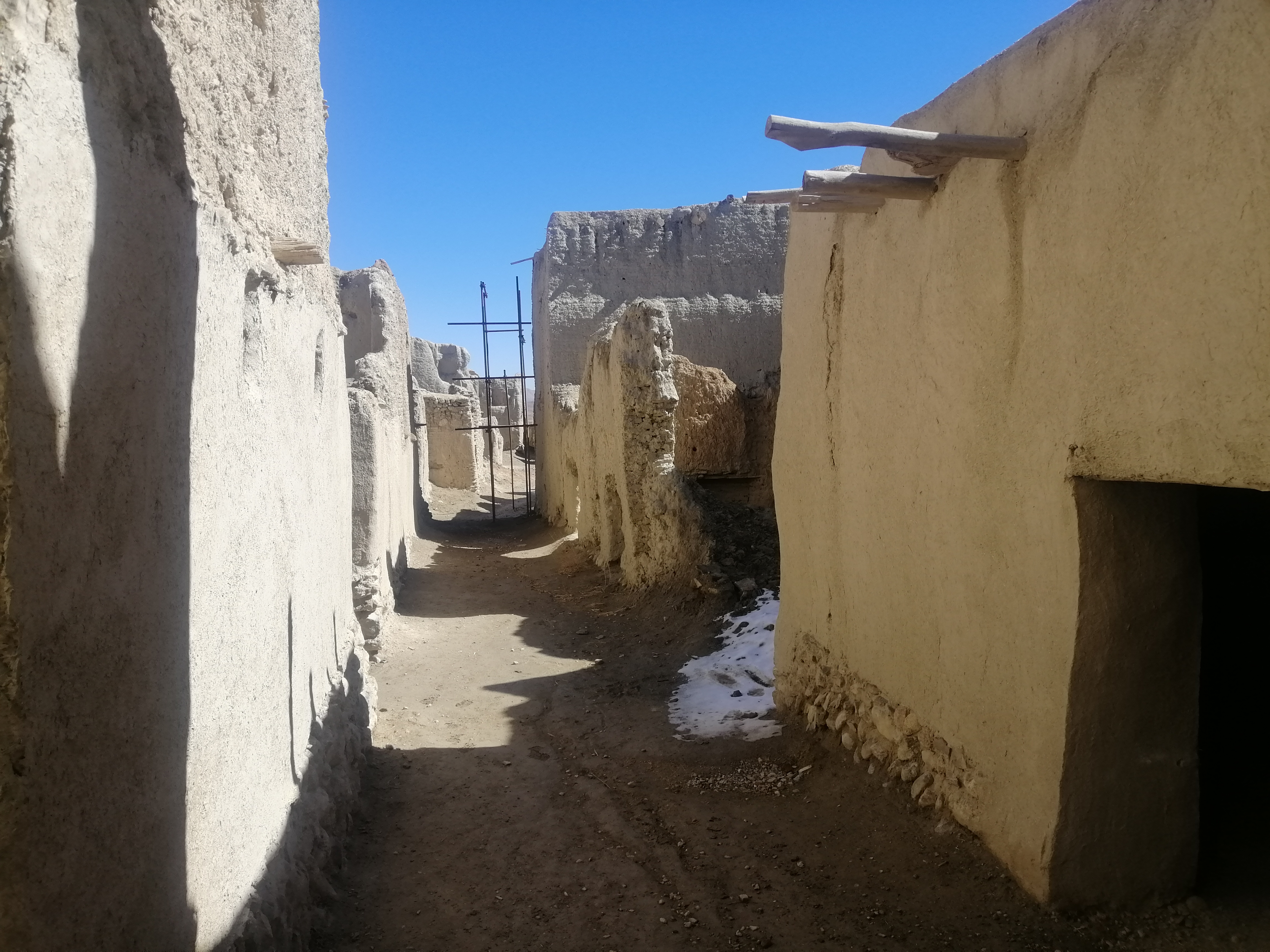
تصویری از درون دژ